# El Mitjà (Santa Eulàlia de Riuprimer)
El Mitjà és una masia de Santa Eulàlia de Riuprimer (Osona) inclosa a l'Inventari del Patrimoni Arquitectònic de Catalunya.

## Descripció
Edifici civil. Masia de planta rectangular coberta a dues vessants i amb el carener perpendicular a la façana, orientada a migdia. A la part dreta s'hi adossa un cos rectangular que té a la planta baixa les dependències agrícoles i al pis superior unes galeries separades per pilars de pedra. És una casa de petites dimensions construïda damunt la pedra viva.
Hi ha un portal que, juntament amb les quadres del davant de la façana, tanca la petita lliça. A la part de migdia s'hi conserven boniques finestres de pedra decorades i la barbacana de la casa és construïda amb lloses de pedra, les quals es conserven encara en bon estat. Construïda bàsicament amb pedra i la par del porxo amb tàpia.

## Història
Antic mas, avui adscrit al patrimoni del mas la Vila, del qual és masoveria. Al llibre de fogatge de 1553 de la parròquia i terme de Santa Eulàlia de Riuprimer es troba a Pere MIJA (segurament Mitjà) com a habitant del mas.